# Witching Hour
Witching Hour – trzeci studyjny album brytyjskiego zespołu Ladytron, wydany 3 października 2005. Specjalna edycja albumu zawiera drugą płytę z ostatnimi teledyskami i dokumentem Pewnego razu na Wschodzie – Ladytron w Chinach, z wyszczególnieniem atrakcji z 2004 roku z trasy koncertowej po Chinach. „Sugar” i „Destroy Everything You Touch” zostały wydane jako single. Niektóre wersje tego albumu nie obejmują „CMYK” lub „Untitled”.

## Lista utworów
1. „High Rise” – 4:54
2. „Destroy Everything You Touch” – 4:36
3. „International Dateline” – 4:17
4. „Soft Power” – 5:19
5. „CMYK” – 1:49
6. „amTV” – 3:26
7. „Sugar” – 2:50
8. „Fighting in Built Up Areas” – 3:59
9. „The Last One Standing” – 3:11
10. „Weekend” – 3:57
11. „Beauty*2" – 4:23
12. „White Light Generator” – 3:59
13. „All the Way...” – 4:08
14. „Untitled” – 9:03 (Utwór w zupełnej ciszy)

Niektóre kopie zawierały DVD zawierające teledyski do Sugar & Destroy Everything You Touch oraz krótki film, Pewnego razu na Wschodzie: Ladytron w Chinach. Ten jest również dostępny na Extended Play.

## Bonus CD
W 2007 r., Witching Hour zostało ponownie wydane i dołączona do niej została bonusowa płyta.
Europejskie wydanie
1. „High Rise” (Club mix) – 6:08
2. „Nothing to Hide” – 3:51
3. „Weekend” (James Iha remix) – 4:00
4. „Citadel” – 3:48
5. „Tender Talons” – 3:28
6. „Last One Standing” (Shipps and Tait mix) – 3:46
7. „Soft Power” (Ebon’s Strong Weakness mix) – 5:39
8. „International Dateline – Harmonium Session” – 4:18

USA wydanie
1. „Soft Power” (Vicarious Bliss Gutter Mix) – 6:48
2. „Soft Power” (Loz & Brendan Long Remix) – 7:39
3. „International Dateline” (Simian Mobile Disco Remix) – 5:42
4. „Destroy Everything You Touch” (Hot Chip Remix) – 6:52
5. „Weekend” (James Iha Mix) – 4:04
6. „High Rise” (Ladytron Club Remix) – 6:11
7. „Sugar” (Archigram Remix) – 5:27
8. „Destroy Everything You Touch” (Playgroup – Vocal Edit) – 5:27
9. „Nothing to Hide” – 3:51
10. „Citadel” – 3:48
11. „Tender Talons” – 3:28